# Vin & Sprit
V&S Vin & Sprit AB (indtil 1989 AB Vin- & Spritcentralen) er en svensk alkoholproducent og -distributør, grundlagt i 1917.
Koncernen er en af Europas største og er en af de ti største spritvirksomheder i verden med salg på ca. 125 markeder og virksomhedsdrift i ti lande. Den svenske produktion foregår i Åhus og Nöbbelöv med Absolut Vodka som det største varemærke. Blandt stærke lokale varemærker findes Aalborg og Gammel Dansk, der stammer fra Vin & Sprits opkøb af De Danske Spritfabrikker. I 2006 var omsætningen på 10,3 mia. svenske kroner og medarbejderstaben på ca. 2.300 ansatte.[kilde mangler]
Vin & Sprit blev 31. marts 2008 solgt til franske Pernod Ricard til en samlet salgspris på 55 mia. svenske kroner. Handel blev gennemført d. 24. juli 2008.

## Drikke
Drikkevarer i Vin & Sprits sortiment:
- Aalborg Akvavit og Rød Aalborg
- Absolut Vodka
- Amfora
- Blossa
- Capricorn Estates
- Carlshamns
- Chill Out
- Chymos
- Explorer Vodka
- Falu Brännvin (1917-72)
- Gammel Dansk
- Grönstedts
- Jägarbrännvin (1927-55 & 1997-2003)
- Lantvin
- Rabiega
- Reimersholms
- Plymouth Gin
- Penfolds
- Vintry's